# Brullsen
Brullsen ist einer von 16 Ortsteilen der Stadt Bad Münder am Deister im niedersächsischen Landkreis Hameln-Pyrmont. Es liegt im südöstlichen Zipfel des Stadtgebietes. Der alte Dorfkern liegt auf einer Anhöhe.

## Geografie

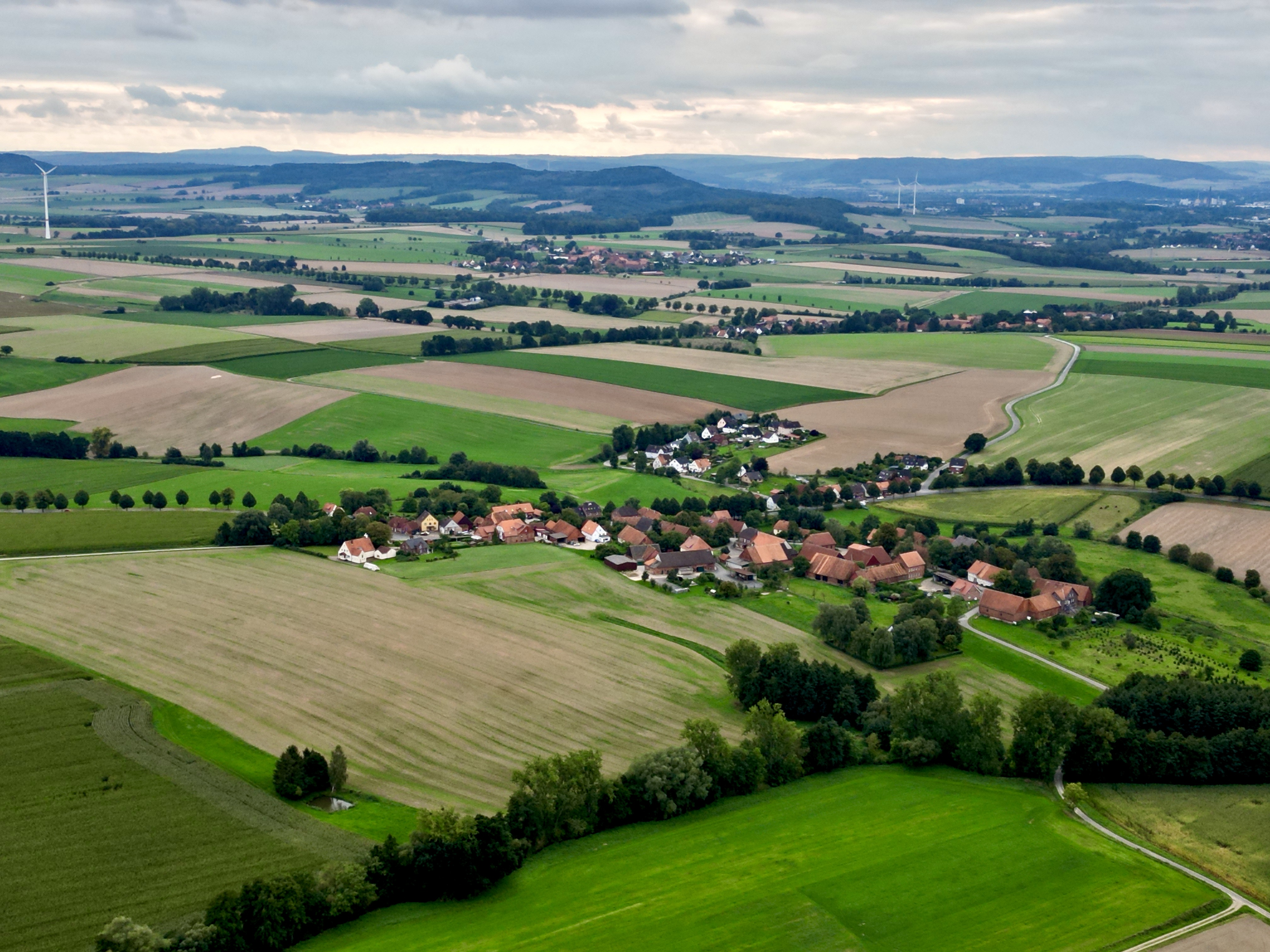
Brullsen in Richtung Südwesten blickend

Brullsen liegt im Naturpark Weserbergland Schaumburg-Hameln zwischen Springe und Hameln. Nordöstlich liegt das Naturschutzgebiet Saupark Springe. Der Deister beginnt nördlich in sechs, der Süntel in fünf Kilometer Entfernung westlich.
Durch den Ort fließt der Gelbbach.

## Geschichte

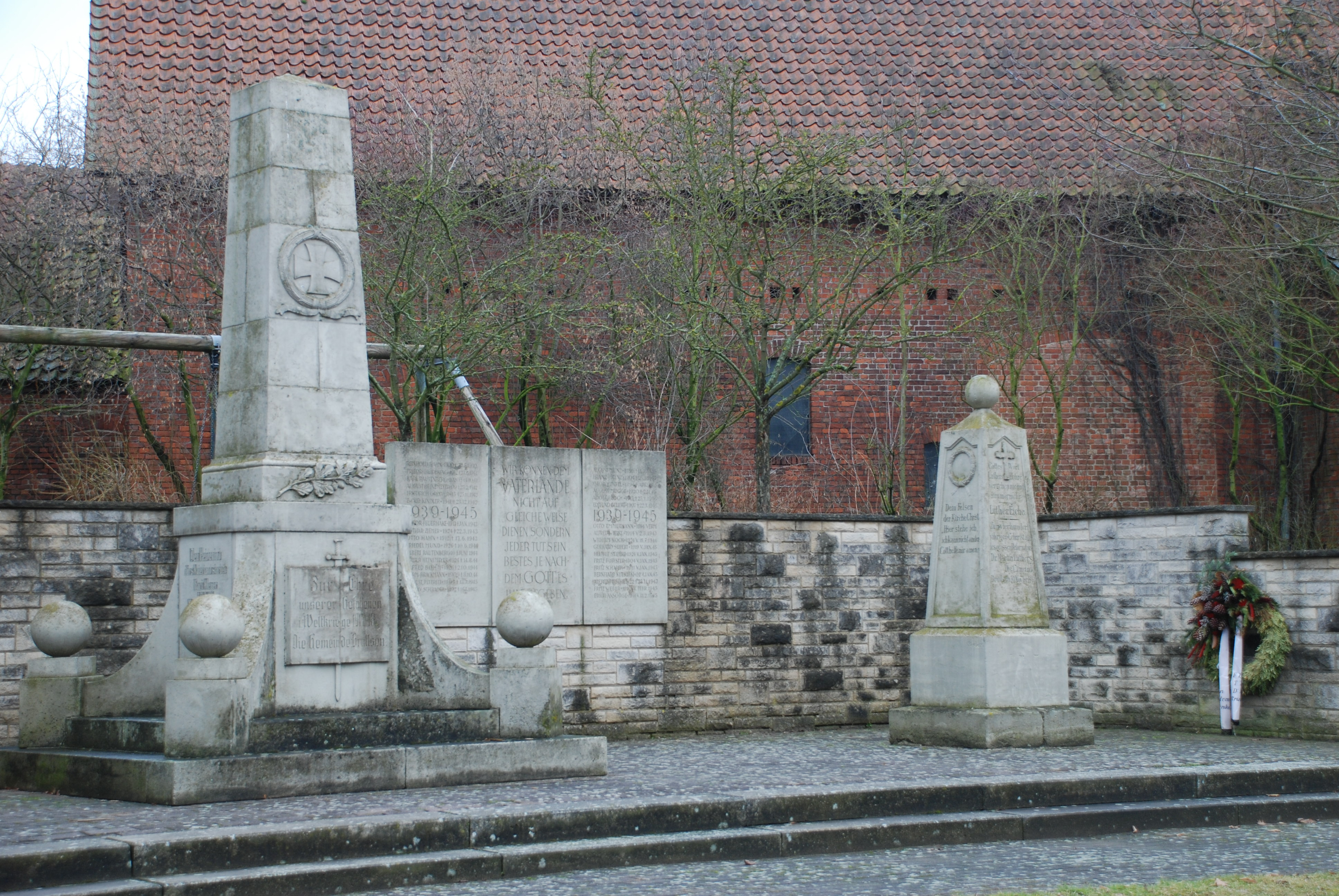
Gedenksteine im Ortskern anlässlich der Weltkriege und zur
Erinnerung an den 400. Geburtstag von Martin Luther 1883

Die erste urkundliche Erwähnung des Dorfes Brullsen findet sich um 1300 in einem Lehensregister des Bischofs zu Minden. In diesem Dokument wird der Ort unter dem Namen "Borlevessen" als Lehnsgut des Spiegelberger Grafen genannt. Eine weitere Erwähnung erfolgt im Jahr 1435 in einer Klageschrift von Graf Ludolf von Spiegelberg, der anführt, dass die Herzöge von Braunschweig-Lüneburg mehrere Dörfer niedergebrannt hätten, darunter auch Brullevessen.
Im Jahre 1918 wurde auf einem Acker östlich des Dorfes eine Dolchspitze aus Feuerstein gefunden. Diese wird im Heimatmuseum Alfeld verwahrt. Mit diesem Einzelfund lässt sich aber nicht beweisen, dass Brullsen schon in der jungen Steinzeit besiedelt war.
Ab 1480 wird regelmäßig urkundlich über abzuführende Abgaben oder Änderungen der Besitzverhältnisse in der Ortschaft berichtet. Aus Dokumenten um 1545 ist bekannt, dass im Dorf sechs Meier und drei Großkötner ansässig waren. Im Jahr 1625 fielen die kaiserlichen Truppen von Tilly in die Region ein und verwüsteten viele Dörfer; auch Brullsen brannte zum Teil ab.
Aus dem Jahr 1660 sind aus dem Hausbuch und Erbregister der Grafschaft Spiegelberg die detaillierten Besitzverhältnisse von 18 Hofstellen im Ort bekannt. Im Jahr 1745 besaß Brullsen 124 Einwohner, es gab 22 strohgedeckte Häuser und 15 strohgedeckte Scheunen, im Jahr 1781 stieg die Einwohnerzahl auf 157 Personen.
In einer Beschreibung des spiegelbergischen Sekretarius J. W. Kehrer wird erwähnt, dass in Brullsen 1782 ein Schulhaus erbaut wurde, die ersten Hinweise auf einen Schulbetrieb im Ort gehen auf 1656 zurück. Kehrer  erwähnt, dass die Ebene um Brullsen die fruchtbarste Gegend der Landschaft sei. Er beklagt die ineffiziente Art des Landbaus und beschreibt die Lebensweise als sehr roh.
Seit dem Jahr 1840 wurde das Schulgeld von der Gemeindekasse übernommen. An das elektrische Stromnetz wurde Brullsen 1905 angeschlossen.
Das Dorf Brullsen wurde am 1. Januar 1973 im Zuge der Gebietsreform als einer von 16 Ortsteilen zur Stadtgemeinde Bad Münder vereinigt.

## Politik
Ortsbürgermeister ist Hartwig Möller (Freie Wählergemeinde).
Brullsen hat einen gemeinsamen Ortsrat mit dem Nachbarort Hachmühlen.

## Wirtschaft und Infrastruktur
Brullsen liegt an der Bundesstraße 442 zwischen dem Kernort Bad Münder am Deister und Coppenbrügge. Der Ort wird von den Buslinien 15 und 52 der Kraftverkehrsgesellschaft Hameln bedient, die ein vorwiegend auf den Schülerverkehr abgestimmtes Angebot mit Verbindungen in den Kernort Bad Münder, in die Kreisstadt Hameln sowie nach Coppenbrügge und Salzhemmendorf darstellen.